# Gamaran
Gamaran (我間乱, "A Revolta de Gama") é uma série de mangá japonesa escrita e ilustrada por Yousuke Nakamaru. A trama foi publicada pela editora Kodansha através da revista shonen Weekly Shōnen Magazine entre as datas de: maio de 2009 e junho de 2013. Com cerca de 22 volumes publicados.

## Sinopse
No período Edo, a região fictícia intitulada Unabara, também conhecida como "o local dos demônios", tornou-se um ponto de encontro para fãs de artes marciais. Washitzu Naosata, o Daimiô de Unabara, decidiu organizar uma grande competição, chamada de Grande Torneio, para descobrir quem é o mais forte da região. Assim, ordenou que cada um dos seus 31 filhos encontrassem o maior especialista em combate para tornar-se seu sucessor. Naoyoshi Washitzu, o vigésimo oitavo filho do senhor, seguiu em busca do desaparecido Kurogane Jinsuke, o qual afirmava ser capaz de matar 1000 lutadores. Para encontrá-lo, Naoyoshi partiu atrás de Gama Kurogane, filho de Jinsuke e o último aluno da escola Ogame, acabando por convidá-lo para participar do Grande Torneio.

## Personagens

### Protagonistas
Naoyoshi Washitzu (鷲津直善), vigésimo oitavo filho do Daimiô Washitzu Naosata e patrocinador da escola Ogame. Naoyoshi está muito determinado em encontrar o artista marcial mais forte para representá-lo no Grande Torneio. Devido a sua mãe ser uma plebéia, Naoyoshi foi maltratado e desrespeitado por seus irmãos durante toda a sua vida. Este tratamento motiva Naoyoshi a vencer o Grande Torneio, para que ele possa mudar o seu próprio destino.
Gama Kurogane (黒鉄我間), filho adolescente do lendário espadachim Jinsuke Kurogane, é o mais novo aluno da escola Ogame. Gama demonstrou talento incrível e habilidade derrotando facilmente vários mercenários que Naoyoshi trouxe para testá-lo. Possuindo uma personalidade altamente competitiva, Gama é atraído para o torneio, não só para provar a sua própria força, mas para encontrar e enfrentar seu pai. Além de suas habilidades com a espada, Gama também possui uma mente rápida, permitindo-o evoluir durante suas batalhas. Devido a sua pequena estatura, Gama não possui muita força física, contando apenas com sua agilidade. Ele favorece "Ogame Ryū's Lightning Katas", que são movimentos de ataque em alta velocidade. O jovem está desesperado para matar seu pai, pois ele, Jinsuke, traiu a escola Ogame e matou seus colegas e companheiros de clã. Gama Kurogane também desenvolveu a habilidade de observar os ataques, estudando os movimentos dos adversários.

### Antagonista
Os irmãos Hyouga, Masato e Kosaburou. Uma dupla mercenária contratada por Naoyoshi para testar a força da escola Ogame antes do Grande Torneio. Masato é muito mais forte do que Kosaburou e não tem problema com o uso de métodos sujos. Após Gama os derrotar, eles se tornaram os novos alunos na escola Ogame.